# 2014–2015-ös angol labdarúgó-ligakupa
A 2014–2015-ös angol labdarúgó-ligakupa, vagy más néven Capital One Cup az Angol Ligakupa 55. szezonja; egy kieséses rendszerű kiírás Anglia és Wales 92 profi labdarúgócsapata számára. A győztes a 2015–2016-os Európa-liga harmadik selejtezőkörében indulhat, ha nem került be egyik európai kupasorozatba sem. A címvédő a Manchester City, akik a 2013–14-es szezonban történetük során harmadik alkalommal hódították el a kupát.

## Első kör
Az első kört 2014. június 17-én 11:00-kor (CEST) sorsolták ki, 70 csapat 35 mérkőzést játszott augusztus elején. Zárójelben a csapatok osztályai találhatóak.
| 2014. augusztus 11. 20:45 CEST |

| Carlisle United (4) | 0 – 2               | Derby County (2)          |
| ------------------- | ------------------- | ------------------------- |
|                     | (0 – 0) Jegyzőkönyv | 62' Hendrick 90+3' Martin |

| Brunton Park, Carlisle Nézőszám: 3 481 Játékvezető: Darren Bond |

| 2014. augusztus 12. 20:45 CEST |

| Barnsley (3) | 0 – 2               | Crewe Alexandra (3)   |
| ------------ | ------------------- | --------------------- |
|              | (0 – 1) Jegyzőkönyv | 32' Waters 84' Tootle |

| Oakwell, Barnsley Nézőszám: 4 391 Játékvezető: Chris Sarginson |

| 2014. augusztus 12. 20:45 CEST |

| Birmingham City (2)                 | 3 – 1 (h. u.)                     | Cambridge United (4) |
| ----------------------------------- | --------------------------------- | -------------------- |
| Donaldson 16' Caddis 96' Duffy 106' | (1 – 1, 1 – 1, 2 – 1) Jegyzőkönyv | 38' Donaldson        |

| St Andrew’s, Birmingham Nézőszám: 9 816 Játékvezető: Tim Robinson |

| 2014. augusztus 12. 20:45 CEST |

| Blackburn Rovers (2) | 0 – 1               | Scunthorpe United (3) |
| -------------------- | ------------------- | --------------------- |
|                      | (0 – 1) Jegyzőkönyv | 34' Bishop            |

| Ewood Park, Blackburn Nézőszám: 5 352 Játékvezető: Seb Stockbridge |

| 2014. augusztus 12. 20:45 CEST |

| Bolton Wanderers (2)                  | 3 – 2 (h. u.)                     | Bury (4)             |
| ------------------------------------- | --------------------------------- | -------------------- |
| Davies 90+7' (11-esből) Danns 93' 96' | (0 – 1, 1 – 1, 3 – 2) Jegyzőkönyv | 20' Lowe 97' McNulty |

| Macron Stadium, Bolton Nézőszám: 9 249 Játékvezető: Jeremy Simpson |

| 2014. augusztus 12. 20:45 CEST |

| Brighton & Hove Albion (2) | 2 – 0               | Cheltenham Town (4) |
| -------------------------- | ------------------- | ------------------- |
| Dunk 79' Mackail-Smith 90' | (0 – 0) Jegyzőkönyv |                     |

| Falmer Stadium, Brighton Nézőszám: 6 595 Játékvezető: Michael Bull |

| 2014. augusztus 12. 20:45 CEST |

| Bristol City (3) | 1 – 2               | Oxford United (4)     |
| ---------------- | ------------------- | --------------------- |
| Bryan 2'         | (1 – 0) Jegyzőkönyv | 55' Morris 87' Hylton |

| Ashton Gate, Bristol Nézőszám: 6 145 Játékvezető: Lee Collins |

| 2014. augusztus 12. 20:45 CEST |

| Burton Albion (4)      | 2 – 1               | Wigan Athletic (2) |
| ---------------------- | ------------------- | ------------------ |
| Knowles 45' Beavon 52' | (1 – 1) Jegyzőkönyv | 27' Fortuné        |

| Pirelli Stadium, Burton upon Trent Nézőszám: 2 602 Játékvezető: Pat Miller |

| 2014. augusztus 12. 20:45 CEST |

| Charlton Athletic (2)                           | 4 – 0               | Colchester United (3) |
| ----------------------------------------------- | ------------------- | --------------------- |
| Buyens 24' (11-esből) Wilson 54' 59' Church 89' | (1 – 0) Jegyzőkönyv |                       |

| The Valley, London Nézőszám: 5 752 Játékvezető: Charles Breakspear |

| 2014. augusztus 12. 20:45 CEST |

| Chesterfield (3)                  | 3 – 5 (h. u.)                     | Huddersfield Town (2)                               |
| --------------------------------- | --------------------------------- | --------------------------------------------------- |
| Humphreys 32' Banks 45' Doyle 71' | (2 – 0, 3 – 3, 3 – 5) Jegyzőkönyv | 58' 84' (11-esből) 94' Wells 90+2' Stead 98' Lolley |

| Proact Stadium, Chesterfield Nézőszám: 4 569 Játékvezető: Gary Sutton |

| 2014. augusztus 12. 20:45 CEST |

| Crawley Town (3) | 1 – 0 (h. u.)                     | Ipswich Town (2) |
| ---------------- | --------------------------------- | ---------------- |
| Mcleod 111'      | (0 – 0, 0 – 0, 0 – 0) Jegyzőkönyv |                  |

| Broadfield Stadium, Crawley Nézőszám: 3 043 Játékvezető: Andy Haines |

| 2014. augusztus 12. 20:45 CEST |

| Dagenham & Redbridge (4)                                           | 6 – 6 (h. u.)                     | Brentford (2)                                            |
| ------------------------------------------------------------------ | --------------------------------- | -------------------------------------------------------- |
| Porter 17' Chambers 45' Boucaud 55' Hemmings 90' 113' Cureton 100' | (2 – 3, 4 – 4, 5 – 5) Jegyzőkönyv | 5' 9' Dallas 32' Proschwitz 83' Gray 97' Moore 117' Dean |
| Büntetőpárbaj                                                      |                                   |                                                          |
| Connors Howell Partridge Chambers                                  | 2 – 4                             | Dallas Judge Craig O’Connor                              |

| Victoria Road, London Nézőszám: 1 576 Játékvezető: Keith Hill |

| 2014. augusztus 12. 20:45 CEST |

| Exeter City (4) | 0 – 2               | Bournemouth (2)         |
| --------------- | ------------------- | ----------------------- |
|                 | (0 – 0) Jegyzőkönyv | 55' Bennett 74' Gosling |

| St James Park, Exeter Nézőszám: 2 648 Játékvezető: Andy Davies |

| 2014. augusztus 12. 20:45 CEST |

| Leeds United (2) | 2 – 1               | Accrington Stanley (4) |
| ---------------- | ------------------- | ---------------------- |
| Doukara 19' 38'  | (2 – 0) Jegyzőkönyv | 84' Gray               |

| Elland Road, Leeds Nézőszám: 13 407 Játékvezető: Richard Clark |

| 2014. augusztus 12. 20:45 CEST |

| Luton Town (4)        | 1 – 2               | Swindon Town (3)         |
| --------------------- | ------------------- | ------------------------ |
| Rooney 53' (11-esből) | (0 – 0) Jegyzőkönyv | 76' (11-esből) 81' Smith |

| Kenilworth Road, Luton Nézőszám: 4 410 Játékvezető: Paul Tierney |

| 2014. augusztus 12. 20:45 CEST |

| Millwall (2) | 1 – 0               | Wycombe Wanderers (4) |
| ------------ | ------------------- | --------------------- |
| Briggs 27'   | (1 – 0) Jegyzőkönyv |                       |

| The Den, London Nézőszám: 3 403 Játékvezető: Andy D’Urso |

| 2014. augusztus 12. 20:45 CEST |

| Milton Keynes Dons (3)             | 3 – 1               | Wimbledon (4)          |
| ---------------------------------- | ------------------- | ---------------------- |
| McFadzean 19' Powell 49' Afobe 76' | (1 – 0) Jegyzőkönyv | 90+4' (11-esből) Tubbs |

| Stadium mk, Milton Keynes Nézőszám: 7 174 Játékvezető: Dean Whitestone |

| 2014. augusztus 12. 20:45 CEST |

| Morecambe (4) | 0 – 1               | Bradford City (3) |
| ------------- | ------------------- | ----------------- |
|               | (0 – 0) Jegyzőkönyv | 83' Mclean        |

| Globe Arena, Morecambe Nézőszám: 2 395 Játékvezető: Scott Duncan |

| 2014. augusztus 12. 20:45 CEST |

| Oldham Athletic (3) | 0 – 3               | Middlesbrough (2)                    |
| ------------------- | ------------------- | ------------------------------------ |
|                     | (0 – 1) Jegyzőkönyv | 30' Williams 48' Leadbitter 60' Kike |

| Boundary Park, Oldham Nézőszám: 4 311 Játékvezető: James Adcock |

| 2014. augusztus 12. 20:45 CEST |

| Plymouth Argyle (4)                                  | 3 – 3 (h. u.)                     | Leyton Orient (3)                                   |
| ---------------------------------------------------- | --------------------------------- | --------------------------------------------------- |
| Reid 45' 64' McHugh 108'                             | (1 – 2, 2 – 2, 2 – 3) Jegyzőkönyv | 13' Cox 38' Baudry 103' Vincelot                    |
| Büntetőpárbaj                                        |                                   |                                                     |
| Allen Alessandra Harvey Morgan Banton Hartley McHugh | 5 – 6                             | Mooney Lisbie Sawyer McAnuff Clarke Vincelot Baudry |

| Home Park, Plymouth Nézőszám: 3 343 Játékvezető: Tony Harrington |

| 2014. augusztus 12. 20:45 CEST |

| Port Vale (3)                                | 6 – 2               | Hartlepool United (4)            |
| -------------------------------------------- | ------------------- | -------------------------------- |
| Williamson 8' 14' 18' Brown 62' Pope 74' 84' | (3 – 1) Jegyzőkönyv | 10' Franks 59' (11-esből) Austin |

| Vale Park, Stoke-on-Trent Nézőszám: 2 824 Játékvezető: Graham Scott |

| 2014. augusztus 12. 20:45 CEST |

| Portsmouth (4) | 1 – 0               | Peterborough United (3) |
| -------------- | ------------------- | ----------------------- |
| Storey 12'     | (1 – 0) Jegyzőkönyv |                         |

| Fratton Park, Portsmouth Nézőszám: 7 726 Játékvezető: Brendan Malone |

| 2014. augusztus 12. 20:45 CEST |

| Reading (2)                              | 3 – 1               | Newport County (4) |
| ---------------------------------------- | ------------------- | ------------------ |
| Pogrebnyak 20' Blackman 87' Tanner 90+4' | (1 – 0) Jegyzőkönyv | 90+3' Jeffers      |

| Madejski Stadium, Reading Nézőszám: 6 459 Játékvezető: James Linington |

| 2014. augusztus 12. 20:45 CEST |

| Rochdale (3) | 0 – 2               | Preston North End (3)   |
| ------------ | ------------------- | ----------------------- |
|              | (0 – 1) Jegyzőkönyv | 43' Little 48' Kilkenny |

| Spotland Stadium, Rochdale Nézőszám: 2 348 Játékvezető: Mark Brown |

| 2014. augusztus 12. 20:45 CEST |

| Rotherham United (2)       | 1 – 0 (h. u.)                     | Fleetwood Town (3) |
| -------------------------- | --------------------------------- | ------------------ |
| Derbyshire 109' (11-esből) | (0 – 0, 0 – 0, 0 – 0) Jegyzőkönyv |                    |

| New York Stadium, Rotherham Nézőszám: 4 487 Játékvezető: Nigel Miller |

| 2014. augusztus 12. 20:45 CEST |

| Sheffield Wednesday (2)         | 3 – 0               | Notts County (3) |
| ------------------------------- | ------------------- | ---------------- |
| Maghoma 2' Madine 10' Nuhiu 65' | (2 – 0) Jegyzőkönyv |                  |

| Hillsborough Stadium, Sheffield Nézőszám: 12 851 Játékvezető: Eddie Ilderton |

| 2014. augusztus 12. 20:45 CEST |

| Shrewsbury Town (4) | 1 – 0               | Blackpool (2) |
| ------------------- | ------------------- | ------------- |
| Vernon 34'          | (1 – 0) Jegyzőkönyv |               |

| New Meadow, Shrewsbury Nézőszám: 4 524 Játékvezető: Mark Heywood |

| 2014. augusztus 12. 20:45 CEST |

| Southend United (4) | 1 – 2               | Walsall (3)            |
| ------------------- | ------------------- | ---------------------- |
| Leonard 68'         | (0 – 1) Jegyzőkönyv | 25' Benning 87' Morris |

| Roots Hall, Southend Nézőszám: 3 146 Játékvezető: Gavin Ward |

| 2014. augusztus 12. 20:45 CEST |

| Stevenage (4) | 0 – 1               | Watford (2) |
| ------------- | ------------------- | ----------- |
|               | (0 – 0) Jegyzőkönyv | 52' Dyer    |

| Broadhall Way, Stevenage Nézőszám: 3 989 Játékvezető: Carl Berry |

| 2014. augusztus 12. 20:45 CEST |

| Tranmere Rovers (4) | 0 – 1               | Nottingham Forest (2) |
| ------------------- | ------------------- | --------------------- |
|                     | (0 – 0) Jegyzőkönyv | 12' Antonio           |

| Prenton Park, Birkenhead Nézőszám: 4 374 Játékvezető: David Webb |

| 2014. augusztus 12. 20:45 CEST |

| Wolverhampton Wanderers (2) | 2 – 3               | Northampton Town (4)    |
| --------------------------- | ------------------- | ----------------------- |
| Dicko 66' Ricketts 67'      | (0 – 0) Jegyzőkönyv | 58' 74' D’Ath 63' Toney |

| Molineux Stadium, Wolverhampton Nézőszám: 6 171 Játékvezető: Stuart Attwell |

| 2014. augusztus 12. 20:45 CEST |

| Yeovil Town (3) | 1 – 2               | Gillingham (3)           |
| --------------- | ------------------- | ------------------------ |
| Gillett 56'     | (0 – 0) Jegyzőkönyv | 23' Dickenson 59' Morris |

| Huish Park, Yeovil Nézőszám: 2 283 Játékvezető: Darren Sheldrake |

| 2014. augusztus 12. 20:45 CEST |

| York City (4) | 0 – 1               | Doncaster Rovers (3) |
| ------------- | ------------------- | -------------------- |
|               | (0 – 0) Jegyzőkönyv | 90+1' Forrester      |

| Bootham Crescent, York Nézőszám: 3 357 Játékvezető: Mark Haywood |

| 2014. augusztus 13. 20:45 CEST |

| Coventry City (3) | 1 – 2               | Cardiff City (2)          |
| ----------------- | ------------------- | ------------------------- |
| Miller 83'        | (0 – 1) Jegyzőkönyv | 4' Burgstaller 81' Haynes |

| Sixfields Stadium, Northampton Nézőszám: 1 382 Játékvezető: Simon Hooper |

| 2014. augusztus 13. 20:45 CEST |

| Sheffield United (3)   | 2 – 1               | Mansfield Town (4) |
| ---------------------- | ------------------- | ------------------ |
| Butler 53' McNulty 86' | (0 – 0) Jegyzőkönyv | 57' Fisher         |

| Bramall Lane, Sheffield Nézőszám: 7 929 Játékvezető: Geoff Eltringham |

## Második kör
A második kört 2014. augusztus 13-án sorsolták ki. Az első körből továbbjutó 35 csapathoz csatlakoztak azok a Premier League-es csapatok, melyek előző szezonbeli eredményeik alapján nem indultak az európai kupasorozatokban és nem estek ki alacsonyabb osztályba, valamint a másodosztályból feljutó csapatok. A második körben szállt be a Premier League tavalyi szezonjában 18. és 19. helyen záró csapatok, a Fulham és a Norwich City. A mérkőzéseket augusztus 26-án és 27-én játszották.
| 2014. augusztus 26. 20:45 CEST |

| Port Vale (3)            | 2 – 3               | Cardiff City (2)          |
| ------------------------ | ------------------- | ------------------------- |
| O’Connor 34' Brown 90+3' | (1 – 1) Jegyzőkönyv | 26' Ralls 60' 79' Macheda |

| Vale Park, Stoke-on-Trent Nézőszám: 4 390 Játékvezető: David Webb |

| 2014. augusztus 26. 20:45 CEST |

| Middlesbrough (2)          | 3 – 1               | Preston North End (3) |
| -------------------------- | ------------------- | --------------------- |
| Tomlin 51' 66' Fewster 57' | (0 – 0) Jegyzőkönyv | 54' Hugill            |

| Riverside Stadion, Middlesbrough Nézőszám: 10 727 Játékvezető: Mark Haywood |

| 2014. augusztus 26. 20:45 CEST |

| Huddersfield Town (2) | 0 – 2               | Nottingham Forest (2)    |
| --------------------- | ------------------- | ------------------------ |
|                       | (0 – 0) Jegyzőkönyv | 72' Vaughan 82' Lansbury |

| John Smith’s Stadium, Huddersfield Nézőszám: 6 509 Játékvezető: Mark Brown |

| 2014. augusztus 26. 20:45 CEST |

| Swansea City (1) | 1 – 0               | Rotherham United (2) |
| ---------------- | ------------------- | -------------------- |
| Gomis 22'        | (0 – 0) Jegyzőkönyv |                      |

| Liberty Stadion, Swansea Nézőszám: 6 509 Játékvezető: Steve Martin |

| 2014. augusztus 26. 20:45 CEST |

| Watford (2) | 1 – 2               | Doncaster Rovers (3)               |
| ----------- | ------------------- | ---------------------------------- |
| Dyer 31'    | (1 – 1) Jegyzőkönyv | 12' (11-esből) Tyson 52' Wakefield |

| Vicarage Road, Watford Nézőszám: 7 318 Játékvezető: Andy Woolmer |

| 2014. augusztus 26. 20:45 CEST |

| Millwall (2) | 0 – 2               | Southampton (1)      |
| ------------ | ------------------- | -------------------- |
|              | (0 – 0) Jegyzőkönyv | 53' Cork 90+3' Pellè |

| The Den, London Nézőszám: 6 014 Játékvezető: Dean Whitestone |

| 2014. augusztus 26. 20:45 CEST |

| Bournemouth (2)                   | 3 – 0               | Northampton Town (4) |
| --------------------------------- | ------------------- | -------------------- |
| Gosling 21' Pitman 30' Wilson 79' | (2 – 0) Jegyzőkönyv |                      |

| Dean Court, Bournemouth Nézőszám: 5 250 Játékvezető: Carl Berry |

| 2014. augusztus 26. 20:45 CEST |

| Brentford (2) | 0 – 1               | Fulham (2)    |
| ------------- | ------------------- | ------------- |
|               | (0 – 0) Jegyzőkönyv | 68' McCormack |

| Griffin Park, London Nézőszám: 7 563 Játékvezető: Scott Duncan |

| 2014. augusztus 26. 20:45 CEST |

| Scunthorpe (3) | 0 – 1               | Reading (2) |
| -------------- | ------------------- | ----------- |
|                | (0 – 0) Jegyzőkönyv | 85' Taylor  |

| Glanford Park, Scunthorpe Nézőszám: 2 657 Játékvezető: Kevin Wright |

| 2014. augusztus 26. 20:45 CEST |

| Derby County (2) | 1 – 0               | Charlton Athletic (2) |
| ---------------- | ------------------- | --------------------- |
| Calero 87'       | (0 – 0) Jegyzőkönyv |                       |

| iPro Stadium, Derby Nézőszám: 16 367 Játékvezető: Graham Salisbury |

| 2014. augusztus 12. 20:45 CEST |

| West Ham United (1)                 | 1 – 1 (h. u.)                     | Sheffield United (3)                  |
| ----------------------------------- | --------------------------------- | ------------------------------------- |
| Sakho 40'                           | (1 – 0, 1 – 1, 1 – 1) Jegyzőkönyv | 57' Reid                              |
| Büntetőpárbaj                       |                                   |                                       |
| Noble Downing Zárate Poyet Valencia | 4 – 5                             | Davies Collins McNulty McEveley Doyle |

| Boleyn Ground, London Nézőszám: 28 930 Játékvezető: James Linington |

| 2014. augusztus 12. 20:45 CEST |

| Swindon Town (3)        | 2 – 4 (h. u.)                     | Brighton & Hove Albion (2)                                       |
| ----------------------- | --------------------------------- | ---------------------------------------------------------------- |
| Thompson 46' Kasim 112' | (0 – 1, 1 – 1, 1 – 3) Jegyzőkönyv | 10' Ince 95' Colunga 100' (11-esből) 120+3' (11-esből) F.-Caskey |

| County Ground, Swindon Nézőszám: 5 414 Játékvezető: Andy Madley |

| 2014. augusztus 12. 20:45 CEST |

| Leicester City (1) | 0 – 1               | Shrewsbury Town (4) |
| ------------------ | ------------------- | ------------------- |
|                    | (0 – 1) Jegyzőkönyv | 38' Mangan          |

| King Power Stadium, Leicester Nézőszám: 8 017 Játékvezető: Simon Hooper |

| 2014. augusztus 12. 20:45 CEST |

| Crewe Alexandra (3)  | 2 – 3 (h. u.)                     | Bolton Wanderers (2)            |
| -------------------- | --------------------------------- | ------------------------------- |
| Inman 2' Haber 90+8' | (1 – 1, 2 – 2, 2 – 2) Jegyzőkönyv | 40' Pratley 90+2' 107' Beckford |

| Gresty Road, Crewe Nézőszám: 2 642 Játékvezető: Tony Harrington |

| 2014. augusztus 12. 20:45 CEST |

| Gillingham (3) | 0 – 1               | Newcastle United (1) |
| -------------- | ------------------- | -------------------- |
|                | (0 – 1) Jegyzőkönyv | 25' Egan             |

| Priestfield Stadium, Gillingham Nézőszám: 2 642 Játékvezető: Oliver Langford |

| 2014. augusztus 12. 20:45 CEST |

| Norwich City (2)            | 3 – 1               | Crawley Town (3) |
| --------------------------- | ------------------- | ---------------- |
| Jerome 14' Murphy 49' 90+2' | (1 – 0) Jegyzőkönyv | 55' Cuéllar      |

| Carrow Road, Norwich Nézőszám: 14 414 Játékvezető: Darren Deadman |

| 2014. augusztus 12. 20:45 CEST |

| Burnley (1) | 0 – 1               | Crawley Town (2)     |
| ----------- | ------------------- | -------------------- |
|             | (0 – 0) Jegyzőkönyv | 78' (11-esből) Nuhiu |

| Turf Moor, Burnley Nézőszám: 4 979 Játékvezető: Geoff Eltringham |

| 2014. augusztus 12. 20:45 CEST |

| Walsall (3) | 0 – 3               | Crystal Palace (1) |
| ----------- | ------------------- | ------------------ |
|             | (0 – 3) Jegyzőkönyv | 7' 25' 41' Gayle   |

| Bescot Stadium, Walsall Nézőszám: 3 987 Játékvezető: Darren Drysdale |

| 2014. augusztus 26. 21:00 CEST |

| Milton Keynes Dons (3)      | 4 – 0               | Manchester United (1) |
| --------------------------- | ------------------- | --------------------- |
| Grigg 25' 63' Afobe 70' 84' | (1 – 0) Jegyzőkönyv |                       |

| Stadium mk, Milton Keynes Nézőszám: 26 969 Játékvezető: Stuart Attwell |

| 2014. augusztus 26. 21:00 CEST |

| West Bromwich Albion (1)                                            | 1 – 1 (h. u.)                     | Oxford United (4)                                                 |
| ------------------------------------------------------------------- | --------------------------------- | ----------------------------------------------------------------- |
| Mullins 29'                                                         | (1 – 0, 1 – 1, 1 – 1) Jegyzőkönyv | 86' Hylton                                                        |
| Büntetőpárbaj                                                       |                                   |                                                                   |
| Morrison Ideye Mulumbu Berahino Yacob Dawson Wisdom Gamboa Davidson | 7 – 6                             | Hylton Collins Newey Hoskins Hunt Jakubiak Ruffels Mullins Wright |

| The Hawthorns, West Bromwich Nézőszám: 10 939 Játékvezető: James Adcock |

| 2014. augusztus 27. 20:45 CEST |

| Aston Villa (1) | 0 – 1               | Leyton Orient (3) |
| --------------- | ------------------- | ----------------- |
|                 | (0 – 0) Jegyzőkönyv | 87' Vincelot      |

| Villa Park, Birmingham Nézőszám: 17 918 Játékvezető: Carl Boyeson |

| 2014. augusztus 27. 20:45 CEST |

| Bradford City (3)    | 2 – 1               | Leeds United (2) |
| -------------------- | ------------------- | ---------------- |
| Knott 84' Hanson 86' | (0 – 0) Jegyzőkönyv | 82' Smith        |

| Valley Parade, Bradford Nézőszám: 18 750 Játékvezető: Graham Scott |

| 2014. augusztus 27. 20:45 CEST |

| Burton Albion (4) | 1 – 0               | Queens Park Rangers (1) |
| ----------------- | ------------------- | ----------------------- |
| McGurk 77'        | (0 – 0) Jegyzőkönyv |                         |

| Pirelli Stadium, Burton-on-Trent Nézőszám: 3 999 Játékvezető: Paul Tierney |

| 2014. augusztus 27. 20:45 CEST |

| Stoke City (1)             | 3 – 0               | Portsmouth (4) |
| -------------------------- | ------------------- | -------------- |
| Walters 16' 47' Crouch 90' | (1 – 0) Jegyzőkönyv |                |

| Britannia Stadium, Stoke-on-Trent Nézőszám: 10 312 Játékvezető: Andy D’Urso |

| 2014. augusztus 27. 20:45 CEST |

| Birmingham City (2) | 0 – 3               | Sunderland (1)                    |
| ------------------- | ------------------- | --------------------------------- |
|                     | (0 – 0) Jegyzőkönyv | 77' Gómez 87' Johnson 88' Wickham |

| St Andrew’s, Birmingham Nézőszám: 11 245 Játékvezető: Darren Bond |

## Harmadik kör
A harmadik kört 2014. augusztus 27-én sorsolták ki. A második körből továbbjutó 25 csapathoz csatlakoztak azok a Premier League-es csapatok, melyek előző szezonbeli eredményeik alapján indultak az európai kupasorozatokban (Manchester City, Arsenal, Chelsea, Liverpool, Tottenham Hotspur, Hull City, Everton). A mérkőzéseket szeptember 23-án és 24-én játszották.
| 2014. szeptember 23. 20:45 CEST |

| Arsenal (1) | 1 – 2               | Southampton (1)                |
| ----------- | ------------------- | ------------------------------ |
| Sánchez 14' | (1 – 2) Jegyzőkönyv | 20' (11-esből) Tadić 40' Clyne |

| Emirates Stadion, London Nézőszám: 59 621 Játékvezető: Keith Stroud |

| 2014. szeptember 23. 20:45 CEST |

| Leyton Orient (3) | 0 – 1               | Sheffield United (3) |
| ----------------- | ------------------- | -------------------- |
|                   | (0 – 1) Jegyzőkönyv | 2' Higdon            |

| Brisbane Road, London Nézőszám: 3 223 Játékvezető: James Adcock |

| 2014. szeptember 23. 20:45 CEST |

| Cardiff City (2) | 0 – 3               | Bournemouth (2)            |
| ---------------- | ------------------- | -------------------------- |
|                  | (0 – 3) Jegyzőkönyv | 9' 33' Gosling 22' Daniels |

| Cardiff City Stadium, Cardiff Nézőszám: 6 491 Játékvezető: Andy Madley |

| 2014. szeptember 23. 20:45 CEST |

| Sunderland (1) | 1 – 2               | Stoke City (1)  |
| -------------- | ------------------- | --------------- |
| Altidore 16'   | (1 – 1) Jegyzőkönyv | 31' 71' Muniesa |

| Stadium of Light, Sunderland Nézőszám: 17 353 Játékvezető: Mike Dean |

| 2014. szeptember 23. 20:45 CEST |

| Derby County (2)       | 2 – 0               | Reading (2) |
| ---------------------- | ------------------- | ----------- |
| Russell 67' Pearce 82' | (0 – 0) Jegyzőkönyv |             |

| iPro Stadium, Derby Nézőszám: 18 409 Játékvezető: Simon Hooper |

| 2014. szeptember 23. 20:45 CEST |

| Liverpool (1) | 2 – 2 (h. u.)                     | Middlesbrough (2)                                                                                                  |
| --- | --------------------------------- | --- |
| Rossiter 10' Suso 109'                                                                                                  | (1 – 0, 1 – 1, 1 – 1) Jegyzőkönyv | 62' Reach 120+3' (11-esből) Bamford                                                                                |
| Büntetőpárbaj |                                   | |
| Balotelli Lucas Lallana Suso Sterling Williams Touré Sakho Manquillo José Enrique Mignolet Balotelli Lucas Lallana Suso | 14 – 13                           | Bamford Clayton Reach Adomah Vossen Friend Ayala Fredericks Omeruo Wildschut Blackman Bamford Clayton Reach Adomah |

| Anfield Stadion, Liverpool Nézőszám: 41 857 Játékvezető: Mike Jones |

| 2014. szeptember 23. 20:45 CEST |

| Milton Keynes Dons (3) | 2 – 0               | Bradford City (3) |
| ---------------------- | ------------------- | ----------------- |
| Afobe 5' 86'           | (1 – 0) Jegyzőkönyv |                   |

| Stadium mk, Milton Keynes Nézőszám: 5 707 Játékvezető: Mick Russell |

| 2014. szeptember 23. 20:45 CEST |

| Swansea City (1)                  | 3 – 0               | Everton (1) |
| --------------------------------- | ------------------- | ----------- |
| Dyer 28' Sigurðsson 64' Emnes 87' | (1 – 0) Jegyzőkönyv |             |

| Liberty Stadion, Swansea Nézőszám: 20 397 Játékvezető: Roger East |

| 2014. szeptember 23. 20:45 CEST |

| Shrewsbury Town (4) | 1 – 0               | Norwich City (2) |
| ------------------- | ------------------- | ---------------- |
| Collins 54'         | (0 – 0) Jegyzőkönyv |                  |

| New Meadow, Shrewsbury Nézőszám: 6 187 Játékvezető: Scott Mathieson |

| 2014. szeptember 23. 21:00 CEST |

| Fulham (2)        | 2 – 1               | Doncaster Rovers (3) |
| ----------------- | ------------------- | -------------------- |
| Ruiz 16' Burn 32' | (2 – 0) Jegyzőkönyv | 60' Coppinger        |

| Craven Cottage, London Nézőszám: 8 070 Játékvezető: Kevin Friend |

| 2014. szeptember 24. 20:45 CEST |

| Chelsea (1)         | 2 – 1               | Bolton Wanderers (2) |
| ------------------- | ------------------- | -------------------- |
| Zouma 25' Oscar 55' | (1 – 1) Jegyzőkönyv | 31' Mills            |

| Stamford Bridge, London Nézőszám: 40 988 Játékvezető: Graham Scott |

| 2014. szeptember 24. 20:45 CEST |

| Manchester City                                                         | 7 – 0               | Sheffield Wednesday |
| ----------------------------------------------------------------------- | ------------------- | ------------------- |
| Lampard 47' 90+3' Džeko 53' 77' Navas 54' Touré 60' (11-esből) Pozo 88' | (0 – 0) Jegyzőkönyv |                     |

| City of Manchester Stadion, Manchester Nézőszám: 32 346 Játékvezető: Paul Tierney |

| 2014. szeptember 24. 20:45 CEST |

| Burton Albion (4) | 0 – 3               | Brighton & Hove Albion (2)             |
| ----------------- | ------------------- | -------------------------------------- |
|                   | (0 – 2) Jegyzőkönyv | 18' Ince 37' Lua Lua 66' Mackail-Smith |

| Pirelli Stadium, Burton-on-Trent Nézőszám: 3 253 Játékvezető: Darren Bond |

| 2014. szeptember 24. 20:45 CEST |

| Tottenham Hotspur (1)            | 3 – 1               | Nottingham Forest (2) |
| -------------------------------- | ------------------- | --------------------- |
| Mason 72' Soldado 83' Kane 90+1' | (0 – 0) Jegyzőkönyv | 61' Grant             |

| White Hart Lane, London Nézőszám: 31 912 Játékvezető: Andre Marriner |

| 2014. szeptember 24. 21:00 CEST |

| Crystal Palace (1)                | 2 – 3 (h. u.)                     | Newcastle United (1)                    |
| --------------------------------- | --------------------------------- | --------------------------------------- |
| Gayle 25' (11-esből) Kaikai 90+2' | (1 – 1, 2 – 2, 2 – 2) Jegyzőkönyv | 36' 48' (11-esből) Riviere 112' Dummett |

| Selhurst Park, London Nézőszám: 13 773 Játékvezető: Robert Madley |

| 2014. szeptember 24. 21:00 CEST |

| West Bromwich Albion (1)           | 3 – 2               | Hull City (1)      |
| ---------------------------------- | ------------------- | ------------------ |
| Ideye 15' McAuley 87' Berahino 88' | (1 – 1) Jegyzőkönyv | 41' Ince 50' Brady |

| The Hawthorns, West Bromwich Nézőszám: 10 496 Játékvezető: Phil Dowd |

## Negyedik kör
A negyedik kört 2014. szeptember 24-én sorsolták ki. A mérkőzéseket október 28-án és 29-én játszották.
| 2014. október 28. 20:45 CET |

| Bournemouth (2)       | 2 – 1               | West Bromwich Albion (1) |
| --------------------- | ------------------- | ------------------------ |
| O’Kane 49' Wilson 86' | (0 – 0) Jegyzőkönyv | Elphick 85' (öngól)      |

| Dean Court, Bournemouth Nézőszám: 11 296 Játékvezető: Paul Tierney |

| 2014. október 28. 20:45 CET |

| Shrewsbury Town (4) | 1 – 2               | Chelsea (1)                      |
| ------------------- | ------------------- | -------------------------------- |
| Mangan 77'          | (0 – 0) Jegyzőkönyv | Drogba 48' Grandison 81' (öngól) |

| New Meadow, Shrewsbury Nézőszám: 10 210 Játékvezető: Neil Swarbrick |

| 2014. október 28. 20:45 CET |

| Milton Keynes Dons (3) | 1 – 2               | Sheffield United (3) |
| ---------------------- | ------------------- | -------------------- |
| Afobe 67' (11-esből)   | (0 – 0) Jegyzőkönyv | Higdon 86' 90+2'     |

| Stadium mk, Milton Keynes Nézőszám: 8 520 Játékvezető: Roger East |

| 2014. október 28. 21:00 CET |

| Liverpool (1)              | 2 – 1               | Swansea City (1) |
| -------------------------- | ------------------- | ---------------- |
| Balotelli 86' Lovren 90+5' | (0 – 0) Jegyzőkönyv | Emnes 65'        |

| Anfield Stadion, Liverpool Nézőszám: 42 582 Játékvezető: Keith Stroud |

| 2014. október 28. 21:00 CET |

| Fulham (2)      | 2 – 5               | Derby County (2)                                                 |
| --------------- | ------------------- | ---------------------------------------------------------------- |
| Dembélé 27' 45' | (2 – 1) Jegyzőkönyv | Martin 45+2' (11-esből) Russell 47' Dawkins 54' 65' Hendrick 62' |

| Craven Cottage, London Nézőszám: 15 156 Játékvezető: Graham Scott |

| 2014. október 29. 20:45 CET |

| Tottenham Hotspur (1) | 2 – 0               | Brighton & Hove Albion (2) |
| --------------------- | ------------------- | -------------------------- |
| Lamela 54' Kane 74'   | (0 – 0) Jegyzőkönyv |                            |

| White Hart Lane, London Nézőszám: 33 537 Játékvezető: Stuart Attwell |

| 2014. október 29. 20:45 CET |

| Stoke City (1)        | 2 – 3               | Southampton (1)       |
| --------------------- | ------------------- | --------------------- |
| N'Zonzi 49' Diouf 82' | (0 – 2) Jegyzőkönyv | Pellè 6' 88' Long 30' |

| Britannia Stadion, Stoke-on-Trent Nézőszám: 16 340 Játékvezető: Lee Mason |

| 2014. október 29. 20:45 CET |

| Manchester City (1) | 0 – 2               | Newcastle United (1)  |
| ------------------- | ------------------- | --------------------- |
|                     | (0 – 1) Jegyzőkönyv | Aarons 6' Sissoko 75' |

| City of Manchester Stadion, Manchester Nézőszám: 40 752 Játékvezető: Mark Clattenburg |

## Negyeddöntők
Az ötödik kört 2014. október 29-én sorsolták ki. A mérkőzéseket december 16-án és 17-én játszották.
| 2014. december 16. 20:45 CET |

| Derby County (2) | 1–3               | Chelsea (1)                             |
| ---------------- | ----------------- | --------------------------------------- |
| Bryson 71'       | (0–1) Jegyzőkönyv | Hazard 23' Filipe Luís 56' Schürrle 82' |

| iPro Stadion, Derby Nézőszám: 30 639 Játékvezető: Jonathan Moss |

| 2014. december 16. 20:45 CET |

| Sheffield United (3) | 1–0               | Southampton (1) |
| -------------------- | ----------------- | --------------- |
| McNulty 63'          | (0–0) Jegyzőkönyv |                 |

| Bramall Lane, Sheffield Nézőszám: 21 906 Játékvezető: Chris Foy |

| 2014. december 17. 20:45 CET |

| Tottenham Hotspur (1)                        | 4–0               | Newcastle United (1) |
| -------------------------------------------- | ----------------- | -------------------- |
| Bentaleb 18' Chadli 46' Kane 65' Soldado 70' | (1–0) Jegyzőkönyv |                      |

| White Hart Lane, London Nézőszám: 34 677 Játékvezető: Andre Marriner |

| 2014. december 17. 20:45 CET |

| Bournemouth (2) | 1–3               | Liverpool (1)                 |
| --------------- | ----------------- | ----------------------------- |
| Gosling 57'     | (0–2) Jegyzőkönyv | Sterling 20' 51' Marković 27' |

| Dean Court, Bournemouth Nézőszám: 11 347 Játékvezető: Mark Clattenburg |

## Elődöntők
Az elődöntőt 2014. december 17-én sorsolták ki. Az első mérkőzéseket január 20-án és 21-én, a visszavágókat január 27-én és 28-án játszották.

### 1. mérkőzés
| 2015. január 20. 20:45 CET |

| Liverpool (1) | 1–1               | Chelsea (1)           |
| ------------- | ----------------- | --------------------- |
| Sterling 59'  | (0–1) Jegyzőkönyv | Hazard 18' (11-esből) |

| Anfield, Liverpool Nézőszám: 44 573 Játékvezető: Andre Marriner |

| 2015. január 21. 20:45 CET |

| Tottenham Hotspur (1)   | 1–0               | Sheffield United (3) |
| ----------------------- | ----------------- | -------------------- |
| Townsend 74' (11-esből) | (0–0) Jegyzőkönyv |                      |

| White Hart Lane, London Nézőszám: 35 323 Játékvezető: Andre Marriner |

### 2. mérkőzés
| 2015. január 27. 20:45 CET |

| Chelsea (1)  | 1–0 (h. u.)                 | Liverpool (1) |
| ------------ | --------------------------- | ------------- |
| Ivanović 94' | (0–0, 0–0, 0–0) Jegyzőkönyv |               |

| Stamford Bridge, London Nézőszám: 40 659 Játékvezető: Michael Oliver |

| 2015. január 28. 20:45 CET |

| Sheffield United (3) | 2–2               | Tottenham Hotspur (1) |
| -------------------- | ----------------- | --------------------- |
| Adams 77' 79'        | (0–1) Jegyzőkönyv | Eriksen 28' 88'       |

| Bramall Lane, Sheffield Nézőszám: 30 236 Játékvezető: Mike Dean |

## Döntő
A döntőt 2015. március 1-jén rendezték a Wembley-stadionban.
| 2015. március 1. 17:00 CET |

| Chelsea             | 2–0               | Tottenham Hotspur |
| ------------------- | ----------------- | ----------------- |
| Terry 45' Costa 56' | (1–0) Jegyzőkönyv |                   |

| Wembley Stadion, London Nézőszám: 89 294 Játékvezető: Anthony Taylor |

## Külső hivatkozások
- A Capital One Cup hivatalos weboldala